# فيليب هالستنسون
فيليب هالستنسون (بالسويدية: Filip Hallstensson) أو فيليب السويد (بالسويدية: Filip av Sverige) كان ملكاً للسويد، حكم من حوالي 1105–1110 حتى 1118.
هو بن الملك هالستن ستنكيلسون وابن أخ الملك إنغه الأكبر. حكم فيليب مع أخيه إنغه الأصغر جنباً إلى جنب من عام 1105 أو 1110 فصاعداً كخليفتين لعمهما الملك إنغه الأكبر. كان ملكاً صالحاً، وذلك حسب النصوص في القانون القوطي الغربي (Västgötalagen). لا يُعرف سوى القليل عنه. بالكاد يُعرف أي ملك سويدي آخر كان حاكماً مثل بلا منازع للملكة مثل فيليب بعد تنصير إسكندنافيا.
وفقاً لملحمة هيرفارار، حكم لفترةٍ قصير، ونزوج إنغيغيرد ابنة الملك النرويجي هارالد هارالدرا. دُفن فيليب على الأرجح مع أخيه إنغه الأصغر في دير فيرتا في لينشوبينغ في أوستريوتلاند في السويد.